# Колтер Уолл
Колтер Уолл (англ. Colter Wall; 27 июня 1995) — канадский певец и композитор-песенник из Суифт-Каррента, Саскачеван. Его одноимённый дебютный альбом был выпущен 12 мая 2017 года, а его второй альбом, Songs of the Plains — 12 октября 2018 года. Третий альбом, Western Swing & Waltzes and Other Punchy Songs, был выпущен совместно с La Honda Records 28 августа 2020 года.

## Биография
Колтер Уолл родился в Суифт-Карренте, штат Саскачеван. Он был средним ребёнком Тами и Брэда Уолла, 14-го премьер-министра штата Саскачеван. У Уолла есть две сестры, Меган и Фэйт. Он посещал старшую общеобразовательную школу Суифт-Каррента и закончил её в 2013 году, после чего учился в Университете Саскачевана в Саскатуне.
Колтер Уолл был знаком с кантри с самого детства, так как музыка исполнителей, таких как Джонни Кэш, играла у него дома. Он начал учиться игре на гитаре в 13 лет, играя музыку таких рок-банд, как AC/DC, Black Sabbath и Led Zeppelin. Позже Уолл заинтересовался исполнителями старого блюза, а затем он начал слушать фолк. Согласно словам Колтера, он впервые услышал песню американского певца Боба Дилана «Don’t Think Twice, It’s All Right» где-то в 10 или 11 классе (15 или 16 лет), и он вдохновился начать писать и петь песни вместо того, чтобы только играть на гитаре. Другие ранние исполнители, которых Колтер упоминал, были Вуди Гатри и Рамблин Джек Эллиотт. Он также выразил интерес к таким кантри исполнителям, как Грэм Парсонс, Таунс Ван Зандт, Джордж Джонс, Уэйлон Дженнингс, Вилли Нельсон и Хэнк Уильямс. Он сделал демо своих песен пока был студентом, и в 2015 решил отдохнуть от учебы в университете, чтобы сосредоточиться на своей музыкальной карьере когда его первый мини-альбом был выпущен.

## Музыкальная карьера
Колтер Уолл записал мини-альбом Imaginary Appalachia с семью песнями в 2015 году с продюсером Джейсоном Пламбом в Studio One, в городе Реджайна, Саскачеван. Он сотрудничал в мини-альбоме с другими исполнителями из Реджайны, такими как Билли Плэйн и The Dead South. Уолл описал свою музыку как смесь блюза, фолка и американы. Мини-альбом был выпущен 9 марта 2015 года, и «The Devil Wears a Suit and Tie» была выпущена как первый сингл Уолла. Его музыка привлекла внимание Брока Леснара, который помог поднять его популярность среди фанатов реслинга. Песни с альбома были показаны в телевизионном шоу Dog the Bounty Hunter и в фильмах Любой ценой (англ. Hell or High Water) и Три билборда на границе Эббинга, Миссури (англ. Three Billboards Outside Ebbing, Missouri). Песня «Sleeping on the Blacktop», которую использовали в фильмах, собрала более миллиона прослушиваний на Spotify.
В 2016 Колтер Уолл открылся Люсинде Уильямс в аудитории Райман, в Нашвилле.
Его первый полноформатный одноимённый альбом Colter Wall был спродюсирован Дэйвом Коббом в RCA Studio A, Нашвилле. Уолла аккомпанировал Кобб на акустической гитаре, Крис Пауэлл на барабанах, Майк Уэбб на фортепиано, и Робби Тёрнер на педальной стил-гитаре. Альбом был выпущен 12 мая 2017 года и, согласно Колтеру, большинство песен в альбоме являются автобиографическими.
Новый альбом, Songs of the Plains, был анонсирован в июле 2018 года и был выпущен 12 октября 2018 года.
В июне 2020 года, Колтер Уолл анонсировал свой третий альбом, Western Swing & Waltzes and Other Punchy Songs, который вышел 28 августа с независимым лейблом La Honda Records.

## Дискография

### Студийные альбомы
| Название                                       | Детали альбома | Пиковые позиции в чартах | Продажи |
| ---------------------------------------------- | -------------- | ------------------------ | ------- |
| Colter Wall                                    |                |                          |         |
| Songs of the Plains                            |                |                          |         |
| Western Swing & Waltzes and Other Punchy Songs |                |                          |         |